# AC 아를 아비뇽

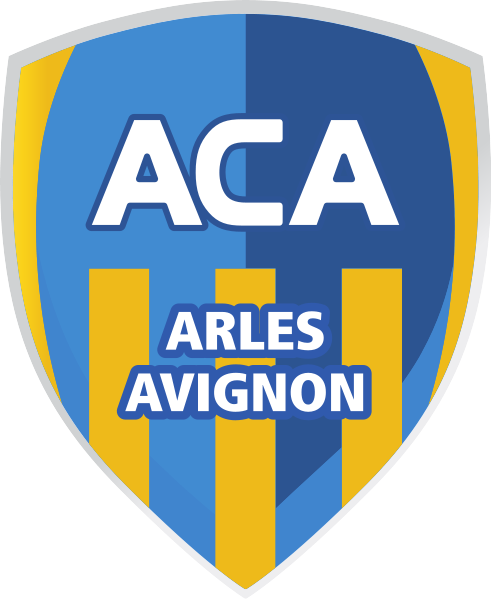

AC 아를 아비뇽(Athlétic Club Arles-Avignon)은 프랑스 아비뇽(과거 아를)의 옛 축구 클럽으로, 흔히 아를 아비뇽(Arles-Avignon)이라고 불리기도 했고, 간단히 줄여서 아를(Arles)이라고 불렸다. 이전에는 AC 아를(Athlétic Club Arles)이라는 이름으로 알려지기도 했으며 2010년에 연고를 아비뇽 인근으로 이전하면서 팀 이름도 현재의 이름으로 변경되었다. 2016년에 해산되었다.

## 역대 감독
| 감독              | 임기        |
| ----------------- | ----------- |
| 파루크 하지베기치 | 2010 ~ 2011 |
| 마르셀 도밍고     | 불명        |